# Ileana D'Cruz
Ileana D'Cruz (Bombay, 1 november 1987) is een Indiaas actrice die voornamelijk in de Telugu,- en Hindi filmindustrie actief is.

## Biografie
D'Cruz die als model werkte voor merken als Electrolux, Emami Talc en Fair & Lovely trok de aandacht van filmmakers waardoor zij filmrollen aangeboden kreeg. Ze maakte haar debuut met de Telugu film Devadasu (2006) wat haar de Filmfare Award voor Beste Vrouwelijke Debutant opleverde. Zij vestigde zich als een leidende actrice in de Telugu filmindustrie met onder andere Pokiri, Rakhi (2006), Munna (2007), Jalsa (2008), Kick (2009) en Julayi (2012). Ze maakte haar debuut in de Tamil filmindustrie met Kedi (2006) en speelde in de hit Nanban (2012). D'Cruz breidde in 2012 uit naar de Hindi filmindustrie en verscheen in Barfi!, waarvoor ze de Filmfare Award voor Beste Vrouwelijke Debuut won. Ze speelde ook de hoofdrol in Main Tera Hero (2014), Rustom (2016) en Raid (2018).

### Filmografie
| Jaar | Film                     | Rol                      | Taal    | Opmerking          |
| ---- | ------------------------ | ------------------------ | ------- | ------------------ |
| 2006 | Devadasu                 | Bhanumati                | Telugu  |                    |
| 2006 | Pokiri                   | Shruti                   | Telugu  |                    |
| 2006 | Kedi                     | Aarthi                   | Tamil   |                    |
| 2006 | Khatarnak                | Nakshatra                | Telugu  |                    |
| 2006 | Rakhi                    | Tripura                  | Telugu  |                    |
| 2007 | Munna                    | Nidhi                    | Telugu  |                    |
| 2007 | Aata                     | Sathya                   | Telugu  |                    |
| 2008 | Jalsa                    | Bhagyamathi              | Telugu  |                    |
| 2008 | Bhale Dongalu            | Jyothi                   | Telugu  |                    |
| 2009 | Kick                     | Naina                    | Telugu  |                    |
| 2009 | Rechipo                  | Krishna Veni             | Telugu  |                    |
| 2009 | Saleem                   | Satyavathi               | Telugu  |                    |
| 2010 | Huduga Hudugi            |                          | Kannada | in nummer "Ileana" |
| 2011 | Shakti                   | Aishwarya                | Telugu  |                    |
| 2011 | Nenu Naa Rakshasi        | Meenakshi/ Shravya       | Telugu  |                    |
| 2012 | Nanban                   | Ria Santhanam            | Tamil   |                    |
| 2012 | Julayi                   | Madhu                    | Telugu  |                    |
| 2012 | Devudu Chesina Manushulu | Ileana                   | Telugu  |                    |
| 2012 | Barfi!                   | Shruti Ghosh Sengupta    | Hindi   |                    |
| 2013 | Phata Poster Nikhla Hero | Kajal                    | Hindi   |                    |
| 2014 | Main Tera Hero           | Sunaina Goradia          | Hindi   |                    |
| 2014 | Happy Ending             | Aanchal Reddy            | Hindi   |                    |
| 2016 | Rustom                   | Cynthia Pavri            | Hindi   |                    |
| 2017 | Mubarakan                | Supreet Gill             | Hindi   |                    |
| 2017 | Baadshaho                | Rani Gitanjali Devi      | Hindi   |                    |
| 2018 | Raid                     | Malini Patnaik           | Hindi   |                    |
| 2018 | Amar Akbar Anthony       | Aishwarya/ Pooja/ Teresa | Telugu  |                    |
| 2019 | Pagalpanti               | Sanjana                  | Hindi   |                    |
| 2021 | The Big Bull             | Meera Rao                | Hindi   |                    |
| 2024 | Tera Kya Hoga Lovely     | Lovely Singh             | Hindi   |                    |
| 2024 | Do Aur Do Pyaar          | Nora Kaushal             | Hindi   |                    |